# Bonnette (optique)
 (mai 2011).
Si vous disposez d'ouvrages ou d'articles de référence ou si vous connaissez des sites web de qualité traitant du thème abordé ici, merci de compléter l'article en donnant les références utiles à sa vérifiabilité et en les liant à la section « Notes et références ».
Pour les articles homonymes, voir bonnette.

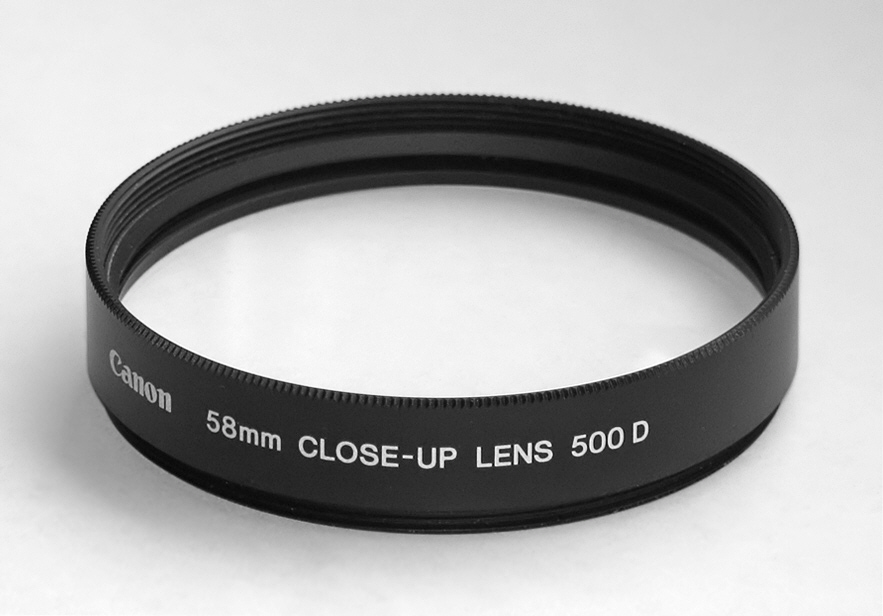
Une bonnette macro Canon de 2 dioptries.

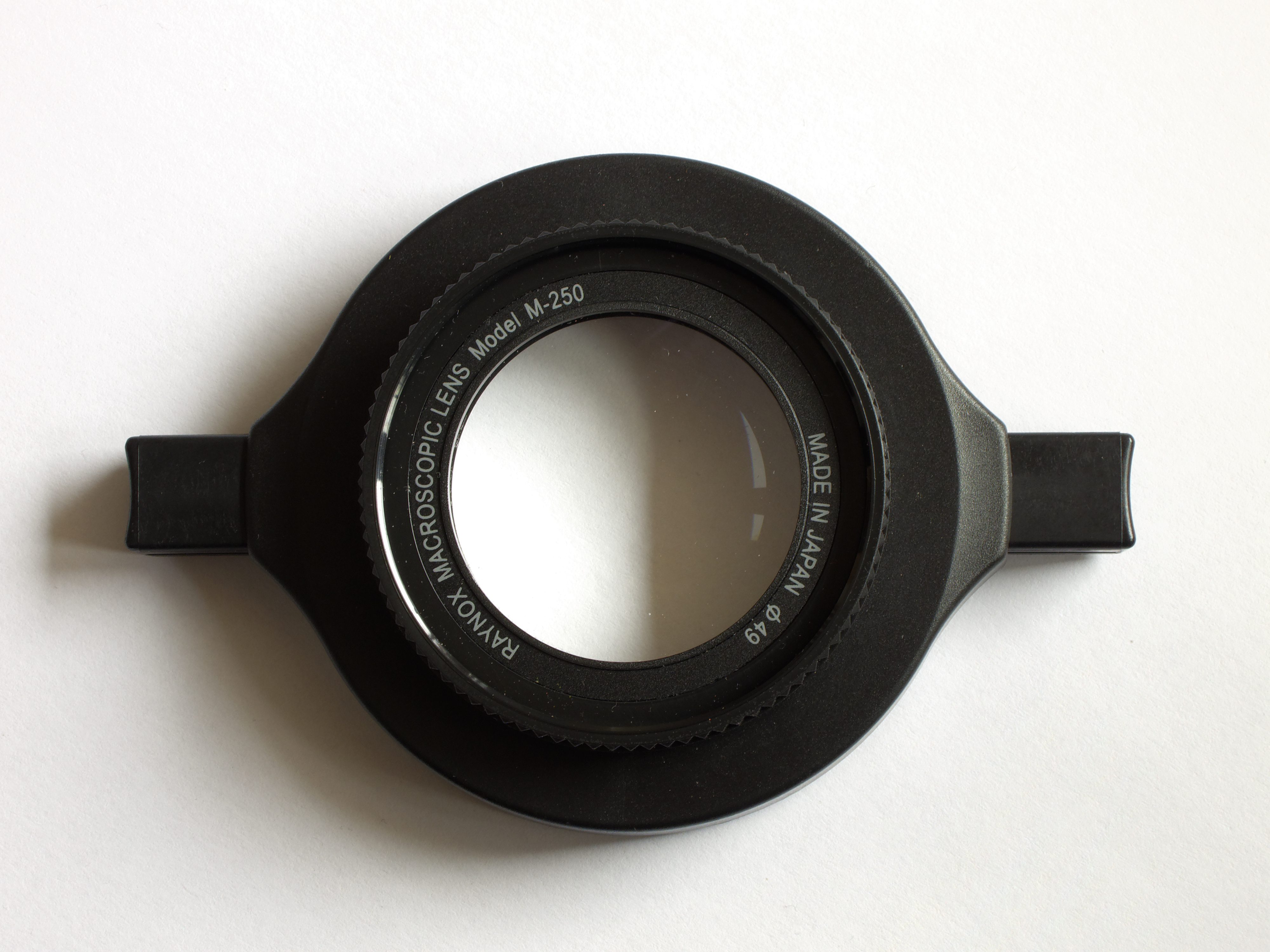
Une bonnette macro Raynox DCR-250.

Une bonnette, qu'on peut appeler « lentille additionnelle », voire « lentille d'approche » (nomenclature Nikon), est une lentille convergente supplémentaire ajoutée à un objectif photographique. Elle permet d'utiliser un objectif fixe standard, un téléobjectif fixe ou un zoom pour la photographie rapprochée. On la visse devant l'élément frontal, comme un filtre. Elle obtient de meilleures photos pour un sujet mieux mis en valeur.

## Principe

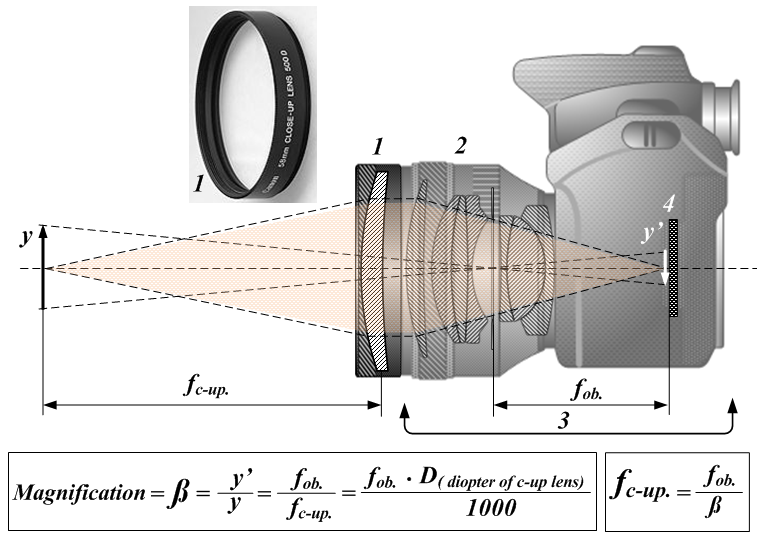
Schéma de principe.

La bonnette assure la déviation des rayons lumineux, ce qui permet de rapprocher le plan de mise au point et donc d'obtenir une image plus grande du sujet sur le film. Les bonnettes sont très peu encombrantes, pratiques à manipuler, mais n'en demeurent pas moins un dispositif optique rajouté à l'objectif qui modifie sensiblement sa formule optique. Cela se traduit par l'apparition d'aberrations optiques aux échelles inférieures à 1:4 et donc par l'impossibilité d'atteindre des grossissements élevés avec un niveau de qualité acceptable (pour les bonnettes non-achromatiques).
L'intérêt des bonnettes est réel si le rapport de grandissement reste proche de 1:1, car cet accessoire ne modifie pas le tirage, donc ne provoque pas de réelle perte de luminosité. Les bonnettes sont souvent utilisées en extérieur et pour débuter en proxiphotographie, leur prix étant très sensiblement inférieur à celui d'un objectif macro dédié, avec l'exception des bonnettes achromatiques renseignées ci-dessous.
Une lentille est caractérisée par sa puissance, exprimée en dioptries :
- Une lentille d'une dioptrie (1D) ramène la distance maximum d'un objectif calé sur la position « infini » à un mètre.
- Une lentille de 2 dioptries (2D) ramène la distance maximum d'un objectif calé sur la position « infini » à 50 cm.
- Une lentille de 3 dioptries (3D) ramène la distance maximum d'un objectif calé sur la position « infini » à 33 cm.
- Une lentille de 4 dioptries (4D) ramène la distance maximum d'un objectif calé sur la position « infini » à 25 cm.
- Une lentille de 10 dioptries (10D) ramène la distance maximum d'un objectif calé sur la position « infini » à 10 cm.

On peut utiliser deux lentilles d'approche en les additionnant sur un objectif. Dans ce cas, il faut d'abord visser en premier la plus puissante sur l'objectif, puis visser la seconde, de puissance dioptrique égale ou inférieure à la première. Au-delà de deux lentilles, le nombre additionné des surfaces air/verre génère des aberrations qui diminuent très fortement la qualité de la prise de vue. Une lentille 3D donnera de meilleurs résultats que l'addition de lentilles 2D + 1D.

## Bonnettes «achromatiques»
Les meilleures bonnettes sont celles dites « achromatiques », composées de deux lentilles accolées, corrigeant les aberrations (surtout en périphérie).
Canon, Minolta ou Nikon ne désignent pas leurs lentilles par la puissance optique, mais par une désignation propre à la marque :
- Canon propose les lentilles 250D (+4D) en 52 et 58 mm de diamètre, et les 500D (+2D) en diamètres 52 mm, 58 mm, 72 mm et 77 mm.
- Minolta proposait trois lentilles No. 0 = +0,94D, No. 1 = +2D, No. 2 = +3,8D aux diamètres 49 mm ou 55 mm.
- Nikon a abandonné en 2006 la fabrication de ses « lentilles d'approche » achromatiques :
  - 3T (+1,5D) et 4T (+2,9D) en diamètre 52 mm
  - 5T (+1,5D) et 6T (+2,9D) en diamètre 62 mm

Ces lentilles achromatiques peuvent même, combinées à des objectifs spécifiques, être utilisées inversées (voir la suite de l'article). Une bonnette 6T Nikon (fabrication arrêtée depuis 2006) coûte, en occasion, presque aussi cher qu'un objectif 50 mm F/1.8.

## Association d'objectifs

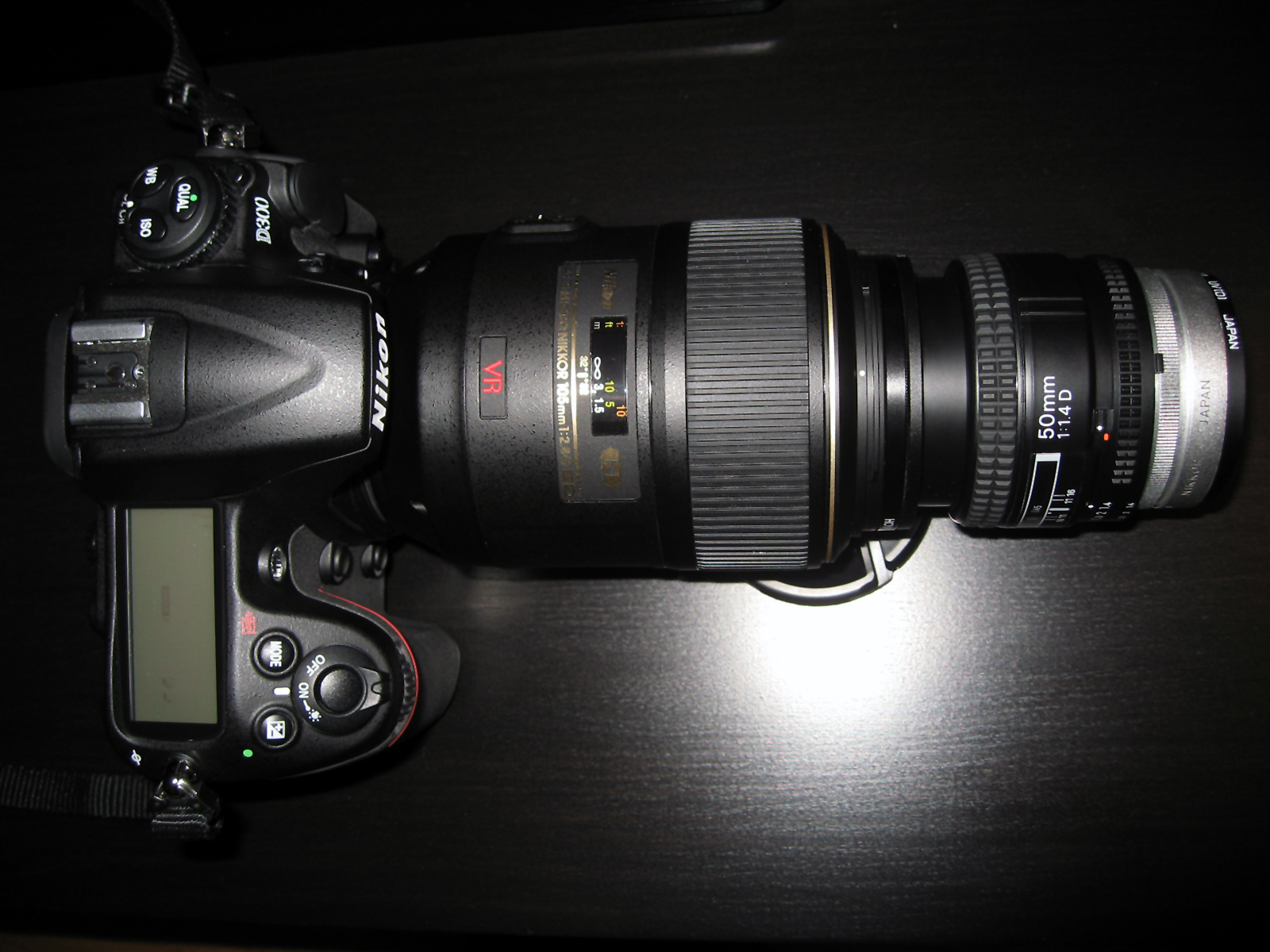
Nikon D300 associé à un objectif Macro 105 mm F2.8 et un 50 mm f1.4 retourné

Il existe un autre moyen d'obtenir une lentille macro : l'ajout devant la lentille frontale de l'objectif monté sur l'appareil d'un second objectif en position retournée. Ainsi, un 200 mm équipé d'une bague filetée mâle/mâle se verra rajouter un objectif de 50 mm ou un 35 mm. Le rapport de grossissement sera alors de 200/50 = 4 ou 200/35 = 5,7.
Un objectif retourné est intéressant à utiliser pour les raisons suivantes :
- ses lentilles ont généralement subi un traitement multicouches ;
- sa formule optique a été corrigée des principales aberrations optiques ;
- avec le passage de la plupart des photographes de l'argentique au numérique, beaucoup d'anciennes optiques sont disponibles à des prix ridiculement bas, ou ne méritent pas qu'on s'en sépare pour un prix aussi bas.

Pour coupler les deux objectifs, il faut utiliser des bagues à pas de vis mâle/mâle aux diamètres appropriés à chaque objectif. Ces bagues sont vendues sous le nom de coupling rings ou macro rings.
Dans le cas où le diamètre de l'objectif monté sur l'appareil est supérieur à celui de l'optique ajoutée en position retournée, on risque d'observer un vignetage plus ou moins marqué.